# National Board of Review Awards 2012
84th NBR Awards

Melhor Filme: 
Zero Dark Thirty
O 84º Prêmio National Board of Review, que homenageia os melhores de filmes de 2012, foi anunciado em 8 de janeiro de 2013.

## Top 10: Melhores Filmes do Ano
Filmes listados em ordem alfabética (de acordo com o título original), exceto o primeiro, que é classificado como Melhor Filme do Ano:
- Zero Dark Thirty
- Argo
- Beasts of the Southern Wild
- Django Unchained
- Les Misérables
- Lincoln
- Looper
- The Perks of Being a Wallflower
- Promised Land
- Silver Linings Playbook

## Melhores Filmes Estrangeiros do Ano
- Barbara
- The Intouchables
- The Kid with a Bike
- No
- War Witch

## Melhores Documentários do Ano
- Ai Weiwei: Never Sorry
- Detropia
- The Gatekeepers
- The Invisible War
- Only the Young

## Top 10: Melhores Filmes Independentes do Ano
- Arbitrage
- Bernie
- Compliance
- End of Watch
- Hello I Must Be Going
- Little Birds
- Moonrise Kingdom
- On the Road
- Quartet
- Sleepwalk with Me

## Vencedores
Melhor Filme:
- Zero Dark Thirty

Melhor Diretor:
- Kathryn Bigelow, Zero Dark Thirty

Melhor Ator:
- Bradley Cooper, Silver Linings Playbook

Melhor Atriz:
- Jessica Chastain, Zero Dark Thirty

Melhor Ator Coadjuvante:
- Leonardo DiCaprio, Django Unchained

Melhor Atriz Coadjuvante:
- Ann Dowd, Compliance

Melhor Roteiro Original:
- Rian Johnson, Looper

Melhor Roteiro Adaptado:
- David O. Russell, Silver Linings Playbook

Mmelhor Filme de Animação:
- Wreck-It Ralph

Conquista Especial em Cinema:
- Ben Affleck, Argo

Melhor Ator Revelação:
- Tom Holland, The Impossible

Melhor Atriz Revelação:
- Quvenzhané Wallis, Beasts of the Southern Wild

Melhor Diretor Estreante:
- Benh Zeitlin, Beasts of the Southern Wild

Melhor Filme Estrangeiro:
- Amour

Melhor Documentário:
- Searching for Sugar Man

Prêmio William K. Everson de Cinema:
- 50 anos de James Bond no cinema

Melhor Elenco:
- Les Misérables

Prêmio Spotlight:
- John Goodman, por Argo, Flight, ParaNorman, Trouble with the Curve

NBR Liberdade de Expressão:
- The Central Park Five
- Promised Land[1]